# Camanducaia
Camanducaia é um município brasileiro do estado de Minas Gerais. Localiza-se no extremo sul do estado na Região Geográfica Imediata de Pouso Alegre. Sua área é de 527,572 km² e a densidade demográfica de 44 hab/km², aproximadamente. De acordo com o censo realizado pelo IBGE em 2010, sua população era de 21 074 habitantes.
Embora a zona urbana da vizinha cidade de Extrema seja a que fica mais ao sul no estado de Minas Gerais, o ponto geográfico mais meridional do estado fica na zona rural do município de Camanducaia, na divisa com o município paulista de Joanópolis, a 22° 55′ 21″ S, 46° 08′ 26″ O.

## Topônimo
"Camanducaia" é um termo tupi que significa "favas queimadas", através da junção dos termos komandá (fava), kaî (queimar, queimado) e a (sufixo).

## História
Em 1766, na carta cartográfica da Capitania de São Paulo, temos a primeira divisão de estados com o registro de Sertão de Manducaia, região que situava-se entre a estrada de Atibaia e Santana do Sapucaí e os rios Mandu e Sapucaí-Mirim.
Em 1764, temos o registro de casamento entre Duarte do Prado Leme e Engrácia Gonçalves da Cunha, moradores de Camanducaia no tombo da Paróquia de Ouro Fino. O noivo era viúvo e sua primeira esposa estava lá sepultada, a vila já possuía cemitério!
Não se sabe ao certo a data de fundação mas, em 1766, já havia a Capela de Nossa Senhora da Conceição.
Em 1799, a capela já havia sido promovida a paróquia e contava com os seguintes bairros: Rio do Peixe, Cubatão, São Domingos, Salto, Jaguari, Roseta, Extrema, Pinguela, Cambuí e Sertão da Estiva, entre outros. Nos livros da paróquia em 1812, temos o registro na Freguesia de Pouso Alegre. Em 1826, os registros apontam um censo demográfico com 4 317 habitantes, sendo 3 763 pessoas livres e 554 escravos.
Em 1833, os moradores do arraial de Camanducaia, reunidos na Praça da Matriz para festejar a independência nacional, resolveram fazer sua própria independência. Com a freguesia proclamada vila, ergueu-se o pelourinho. Legalmente, a vila só foi criada em 1840.
Em 1840, recebeu a denominação de Jaguari. Em 1868, Jaguari foi elevada à categoria de cidade e em 1930, voltou a possuir a denominação original de Camanducaia.

## Turismo
O município possui inúmeras atrações turísticas, como as grutas José Pereira, o Pico do Selado, além da bela cachoeira do Quinzinho, onde se pode pescar trutas. Mas são as áreas naturais de Monte Verde - distrito de Camanducaia - as mais belas e atrativas da região.
O distrito de Monte Verde, considerada a "Suíça Mineira" por sua semelhança com os Alpes Suíços, é hoje um dos melhores locais para quem deseja um maior contato com a natureza.
Serras, cascatas, pinheiros, ciprestes e um ar mais puro compõem a sua paisagem.
O Distrito de Monte Verde faz limites com o distrito de São Francisco Xavier (São José dos Campos).
A cidade ainda conta com eventos típicos como Carnaval de Rua, Aniversário da Cidade (20 de julho), Festa da Padroeira (8 de dezembro), Festa do Peão de Boiadeiro, entre outras festividades.
Vem sediando, aos longo dos últimos anos, competições como os Jogos do Interior de Minas Gerais e os Jogos Escolares de Minas Gerais, competições oficiais promovidas pelo governo do Estado de Minas Gerais. Embora se destaque na organização, as equipes da casa não conseguem resultados expressivos.

## Clima
Camanducaia apresenta um clima temperado oceânico (Cfb) com verões úmidos com dias mornos e noites frescas. Os invernos são secos e relativamente frios durante a noite e os dias são ensolarados, amenos a frescos, e com névoa úmida durante as manhãs, e com quase ausência total de precipitações durante este período. Somente quando alguma frente fria quebra o bloqueio da grande massa seca que predomina na região sudeste do Brasil neste período, e que impede que as frentes polares, vindas do sul e impregnadas de chuvas, avancem para esta região, o tempo é seco.
| Gráfico climático para Camanducaia, Minas Gerais                  | Gráfico climático para Camanducaia, Minas Gerais | Gráfico climático para Camanducaia, Minas Gerais | Gráfico climático para Camanducaia, Minas Gerais | Gráfico climático para Camanducaia, Minas Gerais | Gráfico climático para Camanducaia, Minas Gerais | Gráfico climático para Camanducaia, Minas Gerais | Gráfico climático para Camanducaia, Minas Gerais | Gráfico climático para Camanducaia, Minas Gerais | Gráfico climático para Camanducaia, Minas Gerais | Gráfico climático para Camanducaia, Minas Gerais | Gráfico climático para Camanducaia, Minas Gerais |
| ----------------------------------------------------------------- | ------------------------------------------------ | ------------------------------------------------ | ------------------------------------------------ | ------------------------------------------------ | ------------------------------------------------ | ------------------------------------------------ | ------------------------------------------------ | ------------------------------------------------ | ------------------------------------------------ | ------------------------------------------------ | ------------------------------------------------ |
| J                                                                 | F                                                | M                                                | A                                                | M                                                | J                                                | J                                                | A                                                | S                                                | O                                                | N                                                | D                                                |
| 232 26 17                                                         | 223 26 17                                        | 162 26 17                                        | 75 24 15                                         | 50 22 12                                         | 46 21 11                                         | 29 21 10                                         | 37 22 11                                         | 70 23 13                                         | 141 24 14                                        | 169 25 15                                        | 225 25 16                                        |
| Temperaturas em °C • Precipitações em mmFonte: Somar Meteorologia |                                                  |                                                  |                                                  |                                                  |                                                  |                                                  |                                                  |                                                  |                                                  |                                                  |                                                  |

## Agricultura
Conta o município com relevante produção de batatas, brócolis e produtos agrícolas de clima temperado, além de ter grande área de florestamento artificial, principalmente o pinheiro silvestre ou pinus, que abastece as diversas serrarias da região com madeira extraídas das reservas artificiais, para uso em construção civil e móveis. Podemos citar a maior propagadora da monocultura de pinheiros da região, a Companhia Melhoramentos de Papel e Celulose. Fonte: Secretaria da Cultura do município de Camanducaia.

## Cultura
Cidade natal de Baptista Caetano, também conhecido como o "poeta Macambúzio", importante pesquisador de línguas e etnias das populações indígenas do Brasil. Foi deputado da Assembleia Legislativa pelo Partido Liberal no período de 1830-1838. Eleito para um segundo mandato, faleceu antes de tomar posse, em 1839. Fundou o jornal liberal a “Typographia do Astro de Minas” em 1827, que publicou a primeira carta aos cidadãos liberais de Minas. Fundou também a Sociedade Phylopolytechnica, cuja missão era a implantação de um projeto civilizador para o Brasil, tendo como paradigma a oferta de educação e de leitura à sociedade. Tal projeto culminou na fundação, em São João Del Rei, da primeira biblioteca pública do país, que hoje leva seu nome.

## Lazer
Há o Clube Realce e o Ginásio Poliesportivo como opções de entretenimento.

## Camanducaienses célebres
- Caetano Furquim de Almeida
- Baptista Caetano d’Almeida
- Francisco Escobar
- Marcelo Fernando Domingues Rezende

## Subdivisões
- Monte Verde[10] (Distrito)
- São Mateus de Minas[10] (Distrito)
- Monte Azul[10]
- Bom Jardim[10]
- Jaguary de Cima[10]
- Jaguary de Baixo[10]